# Thomas Holtzmann
Thomas Holtzmann (Monaco di Baviera, 1º aprile 1927 – Monaco di Baviera, 4 gennaio 2013) è stato un attore tedesco, che fu attivo in campo cinematografico, teatrale e televisivo.

## Biografia
Complessivamente, tra cinema e televisione, partecipò ad una quarantina di differenti produzioni, a partire dalla metà degli anni cinquanta.  Era, tra l'altro, un volto noto al pubblico per essere apparso in vari episodi della serie televisive quali L'ispettore Derrick e Il commissario Köster (Der Alte).
Lavorò nei teatri di Amburgo, Berlino, Colonia, Monaco, Salisburgo, ecc.

## Filmografia parziale

### Cinema
- Geliebte Feindin (1955)
- Calze nere, notti calde (1957)
- La spia del secolo (Qui êtes-vous Monsieur Sorge?), regia di Yves Ciampi (1961) - ruolo: Richard Sorge
- Funerale a Berlino (Funeral in Berlin), regia di Guy Hamilton (1966)
- La spietata legge del ribelle, regia di Volker Schlöndorff (1967) - Martin Lutero
- Clavigo, regia di Marcel Ophüls (1974)
- Schtonk! (1992)
- Hades (1995)
- Neue Freiheit - Keine Jobs Schönes München: Stillstand (1998)
- Pünktchen und Anton (1999)

### Televisione
- Prinz Friedrich von Homburg, regia di Bolesław Barlog  - film TV (1961) - ruolo: Friedrich Arthur von Homburg
- Die Perser - film TV (1962)
- Gabriel Schillings Flucht - film TV (1962)
- Das Leben ein Traum - film TV (1963)
- Professor Bernhardi - film TV (1964)
- Der Großtyrann und das Gericht - film TV (1966)
- Gneisenau - Die politische Auflehnung eines Soldaten - film TV (1970)
- L'ispettore Derrick - serie TV, ep. 04x08, regia di Theodor Grädler (1977) - Jakob Renz
- Feuerwasser - film TV (1978) - Laan van Dorpe
- L'ispettore Derrick - serie TV, ep. 05x05, regia di Wolfgang Becker (1978) - Oswald Stein
- Il commissario Köster - serie TV, 1 episodio (1980) - Prof. Dott. K. Derlowski
- Die Entführung aus dem Serail - film TV (1980) - Pasha Selim
- L'ispettore Derrick - serie TV, ep. 08x03, regia di Günter Gräwert (1981) - Rudolf Voss
- Il commissario Köster - serie TV, 1 episodio (1983) - Ulf Bärmann
- Il commissario Köster - serie TV, 1 episodio (1985) - Arthur Hornung
- Wallenstein - serie TV (1987) - Wallenstein
- Fabrik der Offiziere - miniserie TV (1989)
- L'ispettore Derrick - serie TV, ep. 18x06, regia di Zbyněk Brynych (1991) - Dott. Gessler
- König Lear - film TV (1992)
- Der Bulle von Tölz - serie TV, 1 episodio (1999)
- The Phantom – film TV (2000)
- Die eine und die andere – film TV (2004)
- Der Kaufmann von Venedig, regia di Hans-Klaus Petsch – film TV (2004)

## Teatro (Lista parziale)
- Die Fliegen
- Sturm, di William Shakespeare
- Triumph der Liebe (1985)
- Alice im Wunderland (1999)
- Onkel Wanja (2003)